# Karl Huber (Maler)
Karl Huber (* 4. Dezember 1928 in Freising; † 11. Juni 2009 in Dachau) war ein deutscher Maler und Bildhauer.

## Biografie
Karl Huber war bereits während seiner Zeit am Freisinger Dom-Gymnasium an der Malerei, hauptsächlich der Landschaftsmalerei interessiert. Er studierte und malte von 1956 bis 1959 in Schweden. 1963 übersiedelte er von Freising nach Dachau und gilt als ein bedeutender Repräsentant der Dachauer Maltradition.

## Werke
Zusätzlich zur Malerei kreierte Karl Huber Bronzeplastiken, Mosaiken und weitere religiöse Kunstwerke. Manche seiner Werke sind auf öffentlichen Plätzen zu sehen:
- „Bärenbrunnen“ vor der Volkshochschule in Freising[2][3]
- Metzgerbursche beim Parkhaus an der Dr.-von-Daller-Straße in Freising[2]
- Denkmalbrunnen in der Stadtmitte von Freising mit der Skulptur des Roider Jackl[2]
- Das Wirken des Dreifaltigen Gottes. Kupferreliefs der Eingangstür zur Klosterkirche St. Josef in Schönbrunn (Landkreis Dachau)[1]
- Abendmahl. Relief am Altar in der Anstalts-/Klosterkirche von Schönbrunn (bemalter Kalkstein)[1][4]
- Frühlingsahnen im Dachauer Moos, 1968[5]
- Mosaik in der Filiale Dachau-Süd der Sparkasse Dachau[6]

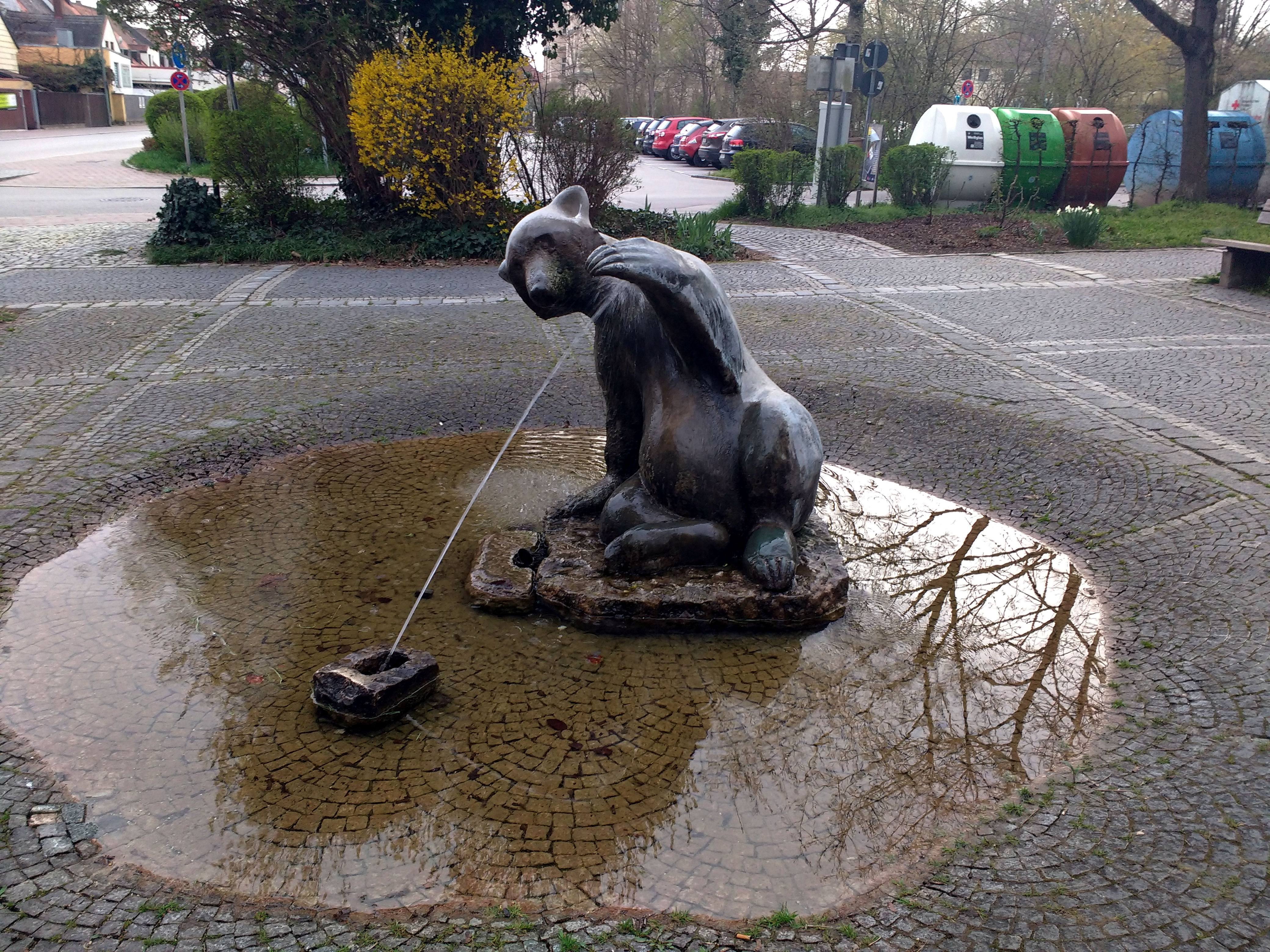
Bärenbrunnen vor der VHS Freising
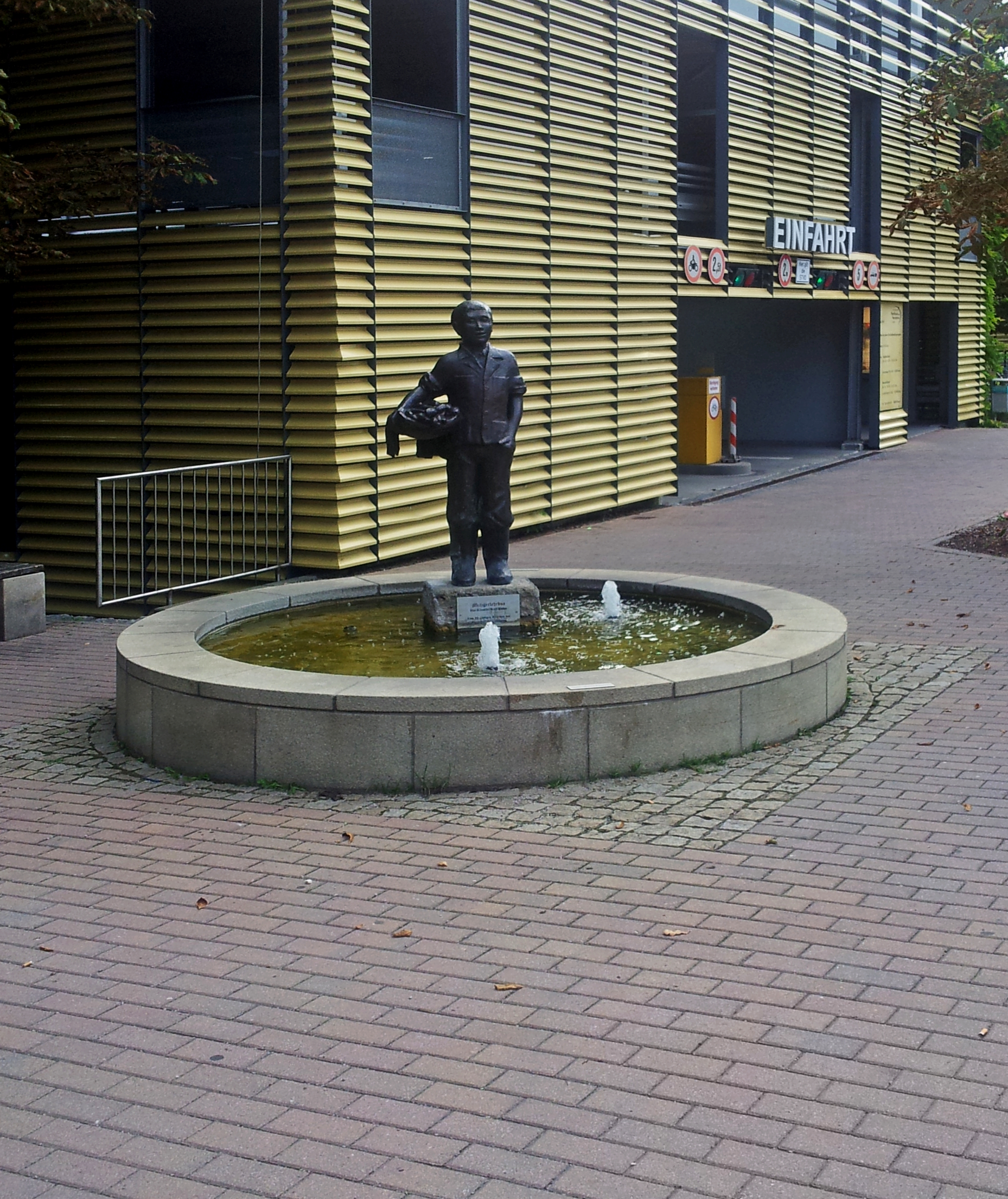
Metzgerbursche in Freising
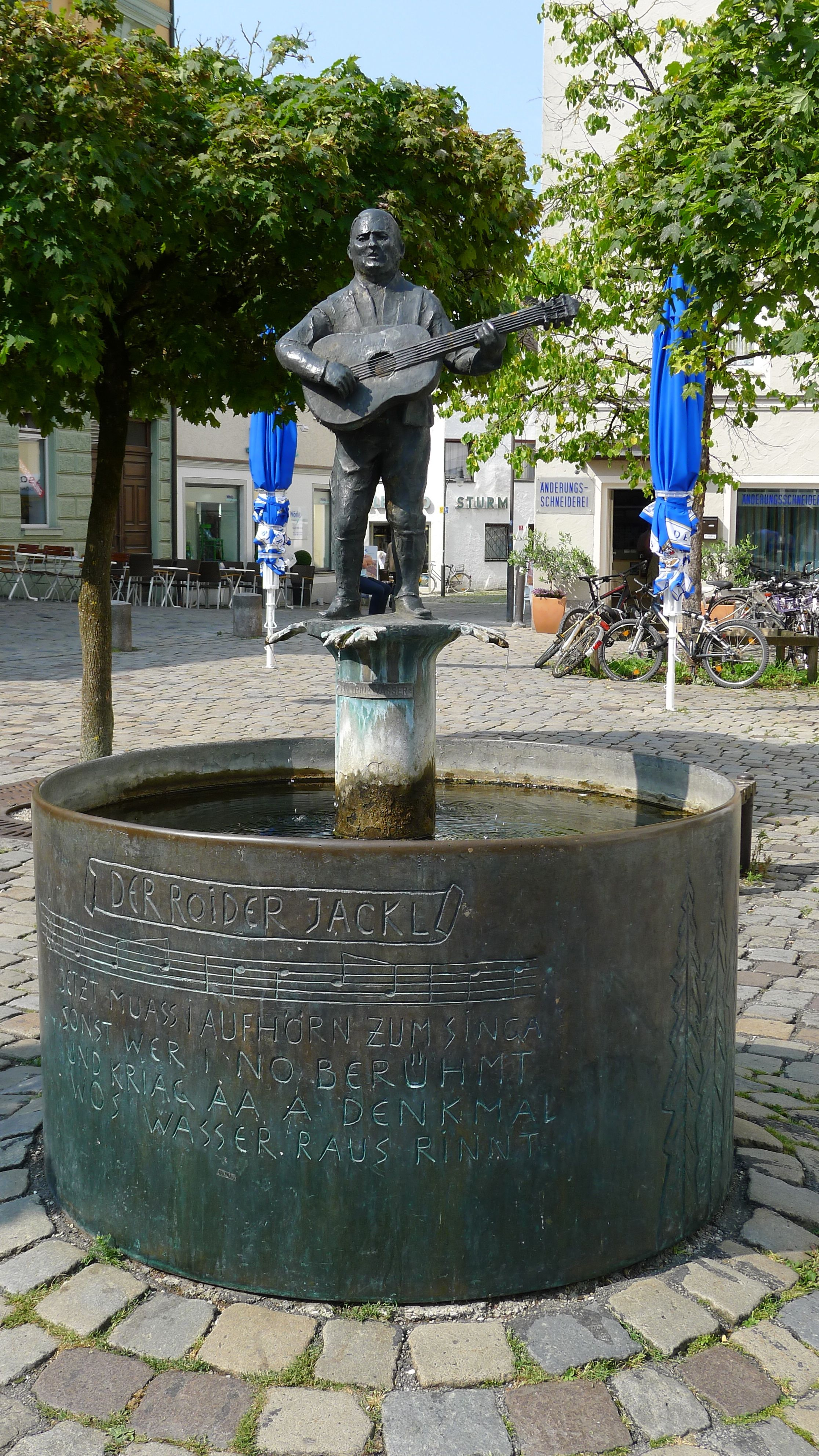
Roider Jackl Brunnen in Freising